# Slăbire

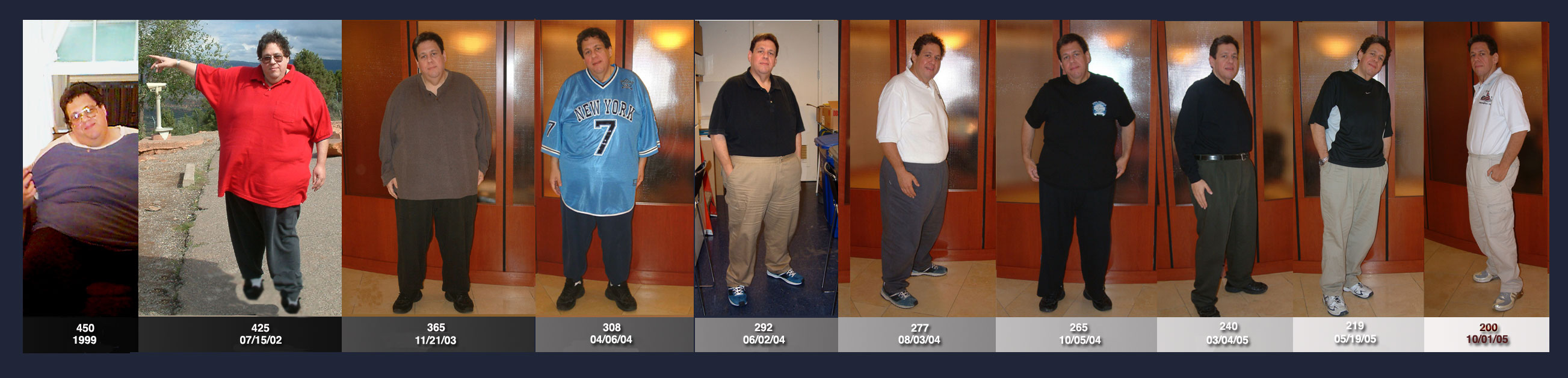

Slăbirea sau scăderea în greutate din punct de vedere medical reprezintă o reducere a masei corporale a unei persoane sau animal cauzată de pierderea de lichide, grăsimi sau țesut muscular. Slăbirea poate fi generalizată atunci când afectează întregul corp sau local în cazul unor atrofii cauzate de imobilizare.

## Etiologie
Slăbirea poate fi:
- neintenționată în cazurile bolilor cronice precum: tuberculoza, cancer mai ales în cele de plămân, faringian, esofagian și cele localizate la nivelul sistemului digestiv, boli endocrine precum hipertiroidismul. De asemenea în afecțiunile acute precum toxinfecțiile alimentare, diarei, vărsături frecvente. Stresul sau suprasolicitarea fizică pot fi un factori importanți în pierderea greutății corporale.

În afara cazurilor medicale importante sunt și problemele sociale prin care o persoană, un grup de persoane sau o comunitate ajunge să slăbească prin lipsa hranei respectiv înfometare. De-a lungul timpului au existat perioade în care s-a înregistrat foamete în anumite zone ale globului datorate în special războaielor dar și dezastrelor naturale.
- voită atunci când persoana urmează o dietă prin care să-și reducă greutatea corpului cu scopul de a avea o sănătate mai bună sau din motive estetice. Slăbirea în scop terapeutic se adresează mai ales persoanelor cu obezitate pentru a le reduce riscul acestora de apariții ale unor boli precum hipertensiune arterială, cartiopatiile, boli ale vaselor de sânge. Dietele necorespunzătoare pot afecta grav sănătatea celor ce le urmează putând provoca: anemii, avitaminoza, atrofii musculare, dezechilibre electrolitice și hidrice, boli digestive.

## În psihiatrie
În psihiatrie există de asemenea tulburări care prin deformarea realității pacientului fac ca acesta să-și dorească să slăbească recurgând la gesturi extreme. Boli precum anorexia nervoasă sau bulimia pot avea urmări dramatice pentru cei ce le au și pentru aceasta trebuie cerut ajutorul doctorilor psihiatri.